# Liostraca bella
Liostraca bella är en skalbaggsart som beskrevs av Waterhouse 1878. Liostraca bella ingår i släktet Liostraca och familjen Cetoniidae. Inga underarter finns listade i Catalogue of Life.